# Encyclopædia Britannica

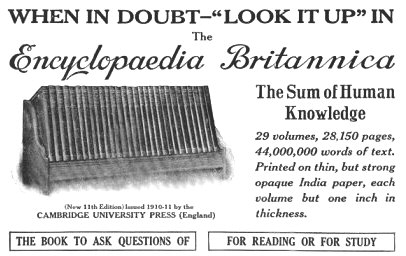
Reklama na 11. vydání encyklopedie

Encyclopædia Britannica je renomovaná anglicky psaná encyklopedie, dlouho vydávaná v tištěné podobě, od roku 2012 nadále pouze na volně přístupném webu britannica.com.
První vydání vyšlo v letech 1768–1771 v Edinburghu ve Skotsku ve třech svazcích (2500 stran) jako výraz osvícenské snahy sebrat veškeré lidské vědění. Ještě neobsahovalo biografická hesla.
V roce 1901 práva na vydávání encyklopedie Britannica koupili američtí podnikatelé Horace E. Hooper a Walter M. Jackson. V roce 1911 vyšlo poprvé najednou všech 29 svazků 11. vydání. Tato verze je nyní volné dílo (public domain) a používá se i jako zdroj pro Wikipedii. V roce 1920 práva koupil obchodní dům Sears, Roebuck and Company v Chicagu. Britannica je vydávána s britským pravopisem. V roce 1929 vyšlo kompletně revidované 14. vydání, které se nachází v některých knihovnách v Česku. Na základě nového přístupu vychází každý rok aktuální verze. V roce 1943 po složitých jednáních věnoval obchodní dům práva na encyklopedii soukromé University of Chicago, pozdějšímu centru monetarismu.
Od roku 1974 vychází třetí generace encyklopedie Britannica – 15. vydání. Je založena na ojedinělém přístupu: rozdělení hesel na stručná (Micropædia), podrobná (Macropædia) a strukturovaný rejstřík (Propædia). Investice si vyžádaly 32 milionů dolarů, což bylo doposud nejvíce na vydání nějaké knihy. V roce 1985 bylo 15. vydání revidováno a obsahuje nyní 32 svazků. Od 90. let vychází Encyclopædia Britannica na CD.
V roce 2012 bylo z ekonomických důvodů zastaveno vydávání tištěné verze.